# Stachelschnecken

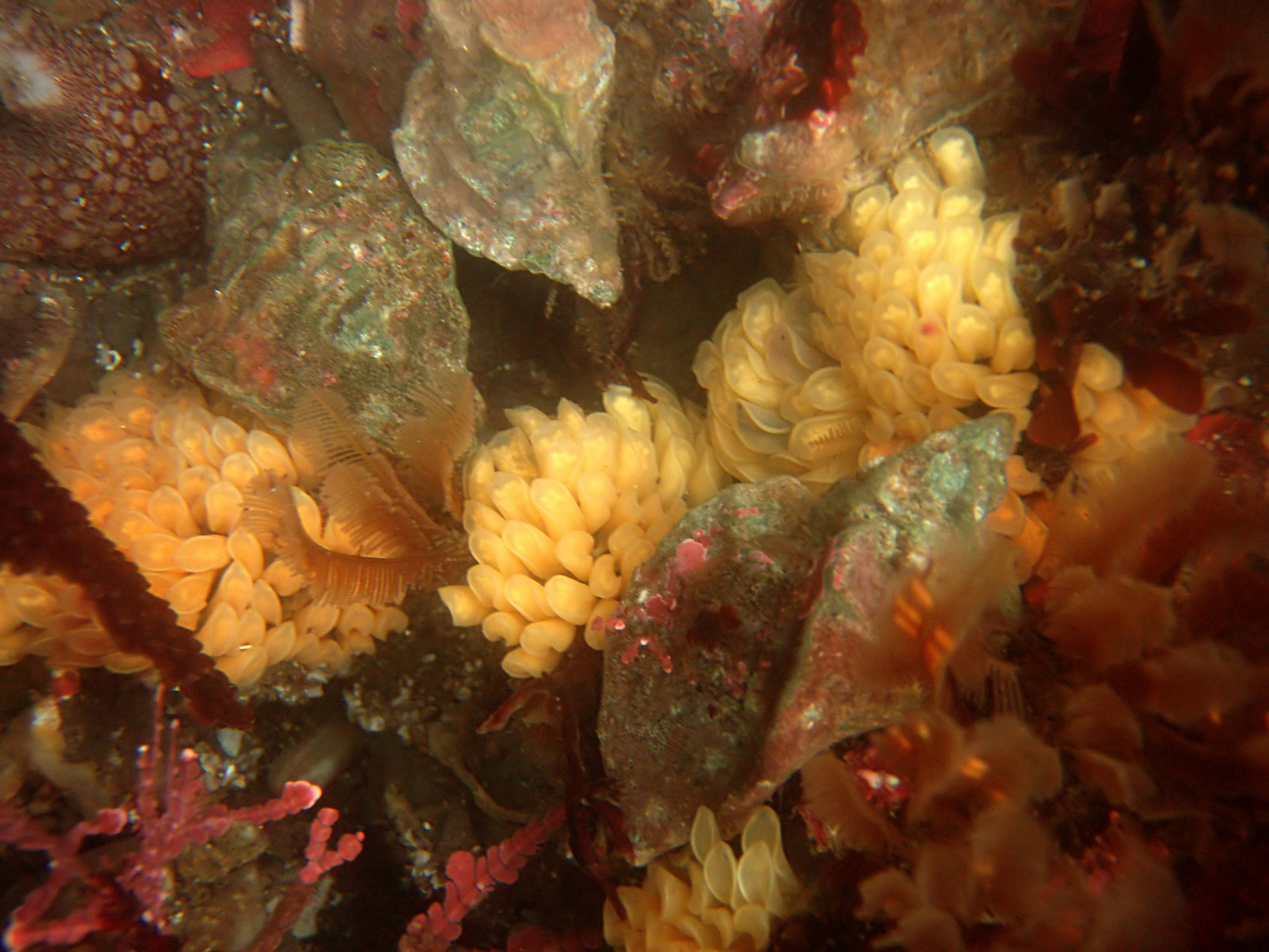
Weibchen von Pteropurpura trialata legen Eikapseln ab

Die Stachelschnecken (Muricidae) sind eine Familie sehr oft bizarr bestachelter, fast ausschließlich mariner Schnecken. Fast alle Vertreter der Familie sind Raubschnecken – abgesehen von den inzwischen auch hierzu gezählten Korallenschnecken, die als Parasiten an Nesseltieren leben. Von den etwa 16.000 rezenten Neogastropoda entfallen etwa 1.600 Arten auf die Familie der Muricidae. Weitere etwa 1.200 Arten sind fossil belegt.

## Merkmale
Die Gehäuse sind rechtsgewunden und zeigen eine sehr große Bandbreite an Gehäuseformen. Sie reicht von eiförmig bis hochtrochospiral. Einige Arten zeigen eine bizarre Bestachelung mit einem langen Siphonalkanal. Die Radula (Raspelzunge) ist meist lang und zeigt drei Elemente pro Querreihe. Die meisten Arten besitzen am Fuß ein Akzessorisches Bohrorgan (ABO), eine Synapomorphie der Familie,  mit Hilfe dessen sie Kalk auflösen und so durch gleichzeitiges Raspeln mit der Radula Löcher in Schalen von Muscheln, Schnecken oder Rankenfußkrebsen bohren können. In der Unterfamilie der Korallenschnecken sind das ABO und die Radula nicht vorhanden.

## Fortpflanzungsbiologie und ontogenetische Entwicklung
Die ontogenetische Entwicklung verläuft bei einem Teil der Arten über pelagische planktonfressende Veliger-Larven. So ist es bei den Unterfamilien Rapaninae (z. B. Concholepas concholepas und Plicopurpura patula), Ergalataxinae, bei manchen Muricinae und bei den Großteil der Coralliophilinae. Bei anderen Arten ist die Entwicklung nicht-planktotrophisch; statt planktonfressende pelagische Veliger-Larven schlüpfen aus den Eikapseln nicht planktonfressende Pediveliger-Larven, die kurz nach dem Schlüpfen eine Metamorphose erfahren, oder fertige Schnecken, bei denen die Metamorphose in der Eikapsel stattfindet.
Der nicht-planktotrophische Entwicklungsmodus kommt bei Arten vor, die entweder große dotterreiche Eier legen, oder die ihre Eier mit zusätzlichen extraembryonischen Nahrungsquellen versehen. Zu den extraembryonischen Nahrungsquellen zählen die Nähreier. Das sind abortive Eier, bei denen die Entwicklung sehr früh stoppt; diese werden dann von den wenigen sich entwickelnden Embryonen gefressen. Auch andere Strategien kommen vor (z. B. Einlagerung von großen Mengen Eiklar). Arten, bei denen die Metamorphose in der Eikapsel stattfindet und deren embryonale Entwicklung über Nähreiern verläuft, sind beispielsweise die bekannten Purpurschnecken wie Bolinus brandaris, Hexaplex trunculus und auch der Nordischen Purpurschnecke Nucella lapillus der Fall. Bei verschiedenen Arten der Gattung Murex (z. B. Murex tribulus und Murex pecten) mit nicht-planktotrophischen Entwicklungsmodus, schlüpfen Pediveliger-larven aus den Eikapseln; die Entwicklung verläuft über Nähreier und die pelagische Phase der Veliger dauert nur wenige Tage. Bei Murex trapa sind sogar beide Entwicklungswege beobachtet worden: einmal einer, der über eine zweieinhalb Tage dauernde Planktonphase verläuft mit anschließender Metamorphose und einmal eine vollständige Entwicklung in der Eikapsel.

## Lebensweise, Vorkommen und Verbreitung
Die meisten Arten leben im flacheren Wasser und kommen in allen Meeren vor. Jedoch ist der Verbreitungsschwerpunkt eindeutig in den tropischen und subtropischen Gewässern. Nur einige wenige Arten leben auch in der Tiefsee (bis etwa 3500 m). Einige wenige Arten gehen auch ins Brackwasser, jedoch nicht ins Süßwasser. Sie leben auf Hart- und Weichsubstraten. Die meisten Arten leben räuberisch von einer breiten Palette an Beutetieren wie Weichtiere, Krebstiere und Vielborster. Der Bohrmechanismus, den sie anwenden, um an das nahrhafte Fleisch der Beute zu gelangen, ist eine Kombination von der sauren Sekretion, die das ABO an der Fußsohle ausscheidet, und der mechanischen Aktion der raspelnden Radula. Die Korallenschnecken haben sich auf Blumentiere (Anthozoa) spezialisiert, und saugen mit ihren Rüsseln an Seeanemonen oder an den kleinen Polypen von Steinkorallen, Hornkorallen (Gorgonien), Schwarze Korallen und Lederkorallen. Unter diesen befinden sich Arten, die tropischen Korallenriffe in beträchtlichem Maße schädigen.

## Einige Arten
In der Nordsee und Ostsee sind die Stachelschnecken durch die Nordische Purpurschnecke (Nucella lapillus) vertreten. Im Mittelmeer häufige Arten sind die Herkuleskeule (Bolinus brandaris) und die Stumpfe Stachelschnecke (Hexaplex trunculus), die beide vom Menschen traditionell als Purpurschnecken genutzt werden. Im Nordostatlantik ist außerdem die Gerippte Purpurschnecke (Ocenebra erinacea) zu finden, die auf Grund ihrer Nahrungsvorlieben wie einige ihrer Verwandten auch Austernbohrer genannt wird. An der afrikanischen Atlantikküste tritt die Gehörnte Stachelschnecke (Bolinus cornutus) auf, die der Herkuleskeule ähnelt, aber deutlich größer ist. Einen besonders großen Artenreichtum gibt es im Indopazifik, wo auch die größte Art der Familie, die Riesenstachelschnecke (Chicoreus ramosus) häufig ist. Weitere Arten sind unter anderen der Schnepfenkopf (Haustellum haustellum), der statt Stacheln nur Knoten aufweist, sowie einige Arten mit stark ausgebildetem Stachelkleid, darunter der Große Spinnenkopf (Murex tribulus), die Venuskammschnecke (Murex pecten), die Skorpionschnecke (Homalocantha scorpio) und Chicoreus palmarosae. An der südamerikanischen Pazifikküste findet man unter anderen die Art Concholepas concholepas, deren Bestände durch Fischerei stark zurückgegangen sind, im Karibischen Meer die Kurzdornige Stachelschnecke (Chicoreus brevifrons) und die Apfel-Stachelschnecke (Phyllonotus pomum), die mit ihren kräftigen Radulazähnen auch dicke Muschelschalen durchbohrt. Durch den Menschen mit der Austernzucht in die Nordsee und andere Teile der Welt verschleppte Arten sind insbesondere die an der nordamerikanischen Atlantikküste lebende Urosalpinx cinerea und die aus den Meeren Ostasiens stammende Rapana venosa.

## Systematik

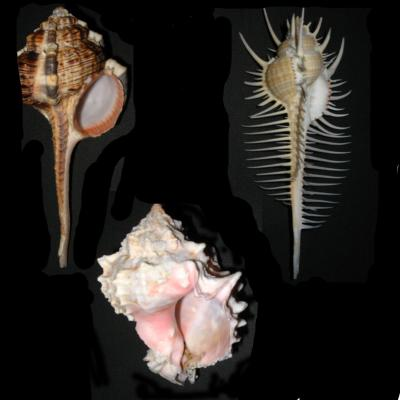
Verschiedene Gehäuse

Die Familie Muricidae wird von Bouchet & Rocroi (2005) in zehn Unterfamilien unterteilt:
- Muricinae Rafinesque, 1815
- Coralliophilinae Chenu, 1859
- Ergalataxinae Kuroda, Habe & Oyama, 1971
- Haustrinae Tan, 2003
- Muricopsinae Radwin & d’Attilio, 1971
- Ocenebrinae Cossmann, 1903
- Rapaninae Gray, 1853
- Tripterotyphinae d’Attilio & Hertz, 1988
- Trophoninae Cossmann, 1903
- Typhinae Cossmann, 1903